# Gran Camiño 2023
Il Gran Camiño 2023, seconda edizione della corsa e valevole come prova dell'UCI Europe Tour 2023 categoria 2.1, si svolse in tre tappe dal 23 al 26 febbraio 2023 su un percorso di 325,8 km, invece dei 553,4 km originariamente previsti, a causa dell'annullamento della prima frazione, con partenza da Muralla de Lugo e arrivo a Santiago di Compostela, in Spagna.
La vittoria fu appannaggio del danese Jonas Vingegaard, il quale completò il percorso in 8h16'55", alla media di 45,66 km/h, precedendo lo spagnolo Jesús Herrada e il portoghese Ruben Guerreiro.
Sul traguardo di Santiago di Compostela 115 ciclisti, dei 122 partiti da Muralla de Lugo, portarono a termine la competizione.

## Tappe
| Tappa  | Data        | Percorso                                                     | km          | Vincitore di tappa | Leader cl. generale |
| ------ | ----------- | ------------------------------------------------------------ | ----------- | ------------------ | ------------------- |
| 1ª     | 23 febbraio | Muralla de Lugo > Sarria                                     | 188         | annullata          | annullata           |
| 2ª     | 24 febbraio | Tui > A Guarda                                               | 184,3       | Jonas Vingegaard   | Jonas Vingegaard    |
| 3ª     | 25 febbraio | Esgos > Rubiá (Alto do Castelo)                              | 123,4       | Jonas Vingegaard   | Jonas Vingegaard    |
| 4ª     | 26 febbraio | Novo Milladoiro > Santiago di Compostela (cron. individuale) | 18,1        | Jonas Vingegaard   | Jonas Vingegaard    |
| Totale | Totale      | Totale                                                       | 553,4 325,8 |                    |                     |

## Squadre e corridori partecipanti
| N.    | Cod. | Squadra                |
| ----- | ---- | ---------------------- |
| 1-7   | MOV  | Movistar Team          |
| 11-17 | TJV  | Jumbo-Visma            |
| 21-27 | AQT  | Astana Qazaqstan Team  |
| 31-37 | COF  | Cofidis                |
| 41-47 | EUS  | Euskaltel-Euskadi      |
| 51-57 | EKP  | Equipo Kern Pharma     |
| 61-67 | CJR  | Caja Rural-Seguros RGA |
| 71-77 | BBH  | Burgos-BH              |
| 81-87 | Q36  | Q36.5 Pro Cycling Team |

| N.      | Cod. | Squadra                        |
| ------- | ---- | ------------------------------ |
| 91-97   | COR  | Team Corratec                  |
| 101-107 | HPM  | Human Powered Health           |
| 111-117 | EOK  | Eolo-Kometa Cycling Team       |
| 121-127 | EHE  | Electro Híper Europa           |
| 131-137 | TRI  | Trinity Racing                 |
| 141-147 | ATF  | AP Hotels & Resorts-Tavira     |
| 151-157 | EFL  | Efapel Cycling                 |
| 161-167 | TAV  | Tavfer-Ovos Matinados-Mortágua |
| 171-177 | RPB  | Rádio Popular-Paredes-Boavista |

## Dettagli delle tappe

### 1ª tappa
- 23 febbraio: Muralla de Lugo > Sarria – 188 km

Annullata a causa di una nevicata

### 2ª tappa
- 24 febbraio: Tui > A Guarda – 184,3 km

Risultati
| Pos. | Corridore        | Squadra  | Tempo    |
| ---- | ---------------- | -------- | -------- |
| 1    | Jonas Vingegaard | Jumbo    | 4h33'33" |
| 2    | Ruben Guerreiro  | Movistar | a 21"    |
| 3    | Ion Izagirre     | Cofidis  | a 23"    |

| Pos. | Corridore        | Squadra  | Tempo    |
| ---- | ---------------- | -------- | -------- |
| 1    | Jonas Vingegaard | Jumbo    | 4h33'20" |
| 2    | Ruben Guerreiro  | Movistar | a 28"    |
| 3    | Ion Izagirre     | Cofidis  | a 33"    |

### 3ª tappa
- 25 febbraio: Esgos > Rubiá (Alto do Castelo) – 123,4 km[3]

Risultati
Risultati
| Pos. | Corridore        | Squadra  | Tempo    |
| ---- | ---------------- | -------- | -------- |
| 1    | Jonas Vingegaard | Jumbo    | 3h19'58" |
| 2    | Ruben Guerreiro  | Movistar | a 21"    |
| 3    | Attila Valter    | Jumbo    | a 35"    |

| Pos. | Corridore        | Squadra  | Tempo    |
| ---- | ---------------- | -------- | -------- |
| 1    | Jonas Vingegaard | Jumbo    | 7h53'08" |
| 2    | Ruben Guerreiro  | Movistar | a 53"    |
| 3    | Jesús Herrada    | Cofidis  | a 1'25"  |

### 4ª tappa
- 26 febbraio: Novo Milladoiro > Santiago di Compostela – Cronometro individuale – 18,1 km

Risultati
| Pos. | Corridore        | Squadra  | Tempo  |
| ---- | ---------------- | -------- | ------ |
| 1    | Jonas Vingegaard | Jumbo    | 23'47" |
| 2    | Rohan Dennis     | Jumbo    | a 35"  |
| 3    | William Barta    | Movistar | a 59"  |

| Pos. | Corridore        | Squadra  | Tempo    |
| ---- | ---------------- | -------- | -------- |
| 1    | Jonas Vingegaard | Jumbo    | 8h16'55" |
| 2    | Jesús Herrada    | Cofidis  | a 2'31"  |
| 3    | Ruben Guerreiro  | Movistar | a 2'48"  |

## Evoluzione delle classifiche
| Tappa              | Vincitore          | Classifica generale Maglia gialla | Classifica a punti Maglia viola | Classifica scalatori Maglia blu | Classifica giovani Maglia bianca | Classifica a squadre |
| ------------------ | ------------------ | --------------------------------- | ------------------------------- | ------------------------------- | -------------------------------- | -------------------- |
| 1ª                 | annullata          | non assegnata                     | Sebastian Schönberger           | Francesco Gavazzi               | non assegnata                    | non assegnata        |
| 2ª                 | Jonas Vingegaard   | Jonas Vingegaard                  | Sebastian Schönberger           | Francesco Gavazzi               | Lukas Nerurkar                   | Cofidis              |
| 3ª                 | Jonas Vingegaard   | Jonas Vingegaard                  | Sebastian Schönberger           | Jonas Vingegaard                | Lukas Nerurkar                   | Movistar Team        |
| 4ª                 | Jonas Vingegaard   | Jonas Vingegaard                  | Sebastian Schönberger           | Jonas Vingegaard                | Lukas Nerurkar                   | Cofidis              |
| Classifiche finali | Classifiche finali | Jonas Vingegaard                  | Sebastian Schönberger           | Jonas Vingegaard                | Lukas Nerurkar                   | Cofidis              |

Maglie indossate da altri ciclisti in caso di due o più maglie vinte
- Nella 4ª tappa Francesco Gavazzi ha indossato la maglia blu al posto di Jonas Vingegaard.

## Classifiche finali

### Classifica generale - Maglia gialla
| Pos. | Corridore        | Squadra  | Tempo    |
| ---- | ---------------- | -------- | -------- |
| 1    | Jonas Vingegaard | Jumbo    | 8h16'55" |
| 2    | Jesús Herrada    | Cofidis  | a 2'31"  |
| 3    | Ruben Guerreiro  | Movistar | a 2'48"  |
| 4    | Attila Valter    | Jumbo    | a 2'53"  |
| 5    | William Barta    | Movistar | a 3'01"  |
| 6    | Lukas Nerurkar   | Trinity  | a 3'30"  |
| 7    | Simon Geschke    | Cofidis  | a 3'39"  |
| 8    | David de la Cruz | Astana   | a 3'40"  |
| 9    | Joaquim Silva    | Efapel   | a 3'44"  |
| 10   | Rubén Fernández  | Cofidis  | a 3'53"  |

### Classifica a punti - Maglia viola
| Pos. | Corridore        | Squadra  | Punti |
| ---- | ---------------- | -------- | ----- |
| 1    | S. Schönberger   | Human    | 131   |
| 2    | Jonas Vingegaard | Jumbo    | 80    |
| 3    | Alejandro Ropero | Electro  | 60    |
| 4    | Ruben Guerreiro  | Movistar | 50    |
| 5    | Jesús Herrada    | Cofidis  | 36    |

### Classifica scalatori - Maglia blu
| Pos. | Corridore         | Squadra     | Punti |
| ---- | ----------------- | ----------- | ----- |
| 1    | Jonas Vingegaard  | Jumbo       | 15    |
| 2    | S. Schönberger    | Human       | 14    |
| 3    | Ruben Guerreiro   | Movistar    | 9     |
| 4    | Francesco Gavazzi | Eolo        | 9     |
| 5    | Igor Arrieta      | Kern Pharma | 6     |

### Classifica giovani - Maglia bianca
| Pos. | Corridore      | Squadra     | Tempo    |
| ---- | -------------- | ----------- | -------- |
| 1    | Lukas Nerurkar | Trinity     | 8h20'25" |
| 2    | Pelayo Sánchez | Burgos-BH   | a 38"    |
| 3    | Carlos Canal   | Euskaltel   | a 49"    |
| 4    | Max Walker     | Trinity     | a 1'01"  |
| 5    | Igor Arrieta   | Kern Pharma | a 1'13"  |

### Classifica a squadre
| Pos. | Squadra           | Tempo     |
| ---- | ----------------- | --------- |
| 1    | Cofidis           | 25h00'35" |
| 2    | Movistar Team     | a 25"     |
| 3    | Jumbo-Visma       | a 3'44"   |
| 4    | Euskaltel-Euskadi | s.t.      |
| 5    | Trinity Racing    | a 5'00"   |